# Ewa Johansson
Ewa Johansson, född 4 januari 1964, är en svensk före detta friidrottare (sprinter och häcklöpare) som tävlade för klubbarna Forsa IF och Gefle IF. Hon utsågs år 1993 till Stor Grabb/tjej nummer 410. Hon deltog år 1990 vid friidrotts-EM.

## Personliga rekord
- 200 meter - 24,11 (Eskilstuna 14 augusti 1988)
- 400 meter - 53,21 (Stockholm 2 augusti 1989)
- 800 meter: 2.06,55 (Östhammar 27 augusti 1989)
- 100 meter häck: 14,34 (Bollnäs 8 augusti 1987)
- 400 meter häck: 56,39 (Lojo 29 juli 1990)